# Chevrières (Loire)
Chevrières ist eine französische Gemeinde mit 1.155 Einwohnern (Stand: 1. Januar 2022) im Département Loire in der Region Auvergne-Rhône-Alpes. Sie gehört zum Arrondissement Montbrison und zum Kanton Feurs.

## Geografie
Die Gemeinde Chevrières liegt im Südwesten der Monts du Lyonnais, etwa 16 Kilometer nordnordöstlich von Saint-Étienne und 38 Kilometer südwestlich von Lyon in der historischen Provinz Forez am Flüsschen Gimond. Die Coise bildet die nördliche Gemeindegrenze. Umgeben wird Chevrières von den Nachbargemeinden Chazelles-sur-Lyon im Nordwesten und Norden, Saint-Denis-sur-Coise im Norden und Nordosten, Grammond im Osten und Südosten, Fontanès und La Gimond im Süden, Aveizieux im Südwesten und Westen sowie Saint-Médard-en-Forez im Westen.

## Bevölkerungsentwicklung
| Jahr                       | 1962 | 1968 | 1975 | 1982 | 1990 | 1999 | 2006 | 2013 | 2022 |
| -------------------------- | ---- | ---- | ---- | ---- | ---- | ---- | ---- | ---- | ---- |
| Einwohner                  | 746  | 715  | 648  | 642  | 633  | 845  | 992  | 1070 | 1155 |
| Quellen: Cassini und INSEE |      |      |      |      |      |      |      |      |      |

## Sehenswürdigkeiten
- Kirche Saint-Maurice aus dem 11. Jahrhundert
- Schloss Chevrières

## Persönlichkeiten
- Petrus Mitte von Caprariis (um 1416–1479), französischer Präzeptor des Antoniter-Ordens